# إينو (زوجة بوغود)
كانت إينو مايرا زوجة بوغود، ملك موريطنية الغربية.

## سيرة شخصية

### حياتها المبكرة
كان يُعتقد أن إينو مايرا (Eunoë Maura) تنحدر من البربر، لكن اسمها يوناني  لذا يبدو أنها كانت من هناك أو كانت من أصل يوناني. كانت على الأرجح ذات مكانة عالية جدًا، كما ذكر المؤرخ سويتونيوس كما كانت الحالة مع كليوباترا.

### الزواج
في تاريخ مبكر غير محدد في زواجها من زوجها بوغود، قام بحملة على طول ساحل المحيط الأطلسي، على ما يبدو كان بهدف المغامرة في المناطق الاستوائية. عندما عاد قدم لإينوالقصب العملاق والهليون الذي وجده في الرحلة.
ويعتقد أنها كانت عشيقة يوليوس قيصر. ربما تكون قد حلت محل كليوباترا في قلب قيصر، عندما وصل إلى شمال أفريقيا قبل معركة تابسوس في 6 أبريل 46 قبل الميلاد، وكان الاثنان من بين العديد من الملكات التي تودد لهم القيصر. من الممكن أيضًا أنهم التقوا للمرة الأولى في إسبانيا إذا رافقت زوجها هناك في حملة. فقط قصة حب قصيرة للرومان، استفاد كل من إينو وبوغود من الهدايا التي منحها قيصر لهم. غادر قيصر أفريقيا في 46 يونيو قبل الميلاد، بعد خمسة أشهر ونصف من قدومه.

## في الصورة الثقافية
إن قصة إينو والقيصر مبالغ فيها إلى حد كبير وتوسعت في أعمال النثر الفرنسية في العصور الوسطى Faits des Romains . صرحت جينيت بير في كتابها «قيصر العصور الوسطى» أن القيصر «تم تحويله إلى medieval chavillier» في النص، وأن المؤلف مهتم أكثر بهيمنة قيصر الجنسية على الملكة أكثر من الهيمنة السياسية على زوجها بوغود. يصفها النص «كانت إينو أجمل امرأة في الأربع ممالك - مع ذلك كانت مغاربية»، والتي قام بير بتحليلها على أنها مؤشر على حقيقة أنه كان من غير الممكن تخيل الجماهير في ذلك الوقت بأن حبيبة قيصر يمكن أن تكون قبيحًة، لكن المغاربة كانو لا يزالون يمثلون كل ما كان قبيح لهم.
كما تم تصوير إينو في عدة روايات عن قيصر، وكذلك قصص متسلسلة في مجلة كورنهيل. في مثل هذا الخيال غالبًا ما تكون شخصيتها بمثابة إحباط للعلاقة بين قيصر وامرأة أخرى، معظمها لكليوباترا، كما في مذكرات كليوباترا،  توغا الدموي  ، وعندما كنا آلهة. في أغنية النيل تلعب أيضًا دورًا رائعًا كشخص مهم بالنسبة لابنة كليوباترا سيليني الثانية التي أصبحت ملكة موريتانيا خلفها.

## قراءة معمقة
- Ferrah، Abdelaziz (2009). Eunoe, reine berbère de Gétulie, et Jules César, imperator. ANEP. ISBN:9789947214480.